# Болотная (остановочный пункт)
Боло́тная — недействующий остановочный пункт / пассажирская платформа Октябрьской железной дороги на линии Новолисино — Новгород в Новгородском муниципальном районе Новгородской области.

## История
Платформа была открыта в 1929 году в составе перегона Татино — Вяжище участка Павловск — Новгород-на-Волхове. Данное название было выбрано по причине расположения вокруг обширных болот, где до постройки платформы населённых пунктов не было.
Во время Великой Отечественной войны с 19 августа 1941 года по 19 января 1944 года Болотная находилась под немецкой оккупацией. В период оккупации (с декабря 1941 года) в Болотной располагалась Новгородская районная управа.
На 1981 год на платформе производилась продажа билетов на пригородные поезда без багажных операций.
До 2001 года на платформе имели остановку все пригородные поезда. Несмотря на исключение из расписания и фактическую ликвидацию остановочного пункта, официального закрытия Болотной не было, — по состоянию на 15 декабря 2014 года она остаётся включенной в Тарифное руководство № 4.

## Описание
Остановочный пункт находился на однопутном неэлектрифицированном перегоне и имел одну низкую посадочную платформу.